# Кіт барвистий
Кіт барвистий (Felis silvestris ornata) — підвид кота лісового (Felis silvestris).

## Характеристика
Трохи більший, ніж домашній кіт. Важить від 3 до 7 кг, має довжину тіла 47–69 см і довжину хвоста близько 30 см. Має тьмяну жовте забарвлення з чорними плямами на спині, чорними смужками на ногах і світлим животом.
Живуть до 15 років. Коти набагато більші кішок. Статеве дозрівання наступає у віці 10–11 місяців. Вагітність триває 56–63 дня. Зазвичай народжуються 3–4 кошеняти, які тільки через 16–20 днів починають ходити. У віці 12 тижнів кошенята починають полювання разом з матір'ю, а до 5 місяців стають самостійними.

## Місце проживання
Переважно мешкає в пустелі Тар і в пустелі Качський Ранн (включаючи прилеглий заповідник Луга-Банні) в Індії, а також в пустельних районах провінції Сінд в Пакистані. Рідше зустрічається в степах від Китаю до Близького Сходу.

## Поведінка
Полюють переважно вночі на дрібних ссавців, гризунів, кроликів, птахів. Вдень зазвичай ховаються в норах або заростях чагарників. Мати вчить своїх дитинчат полювати, надаючи їм поранених тварин або шляхом надання їм жукжуків і яйця наземних житлових птахів.